# Агниашвили, Леван Семёнович
Леван Семёнович Агниашвили (груз. ლევან სიმონის ძე აღნიაშვილი, 26 июля 1897, Тифлис — 29 июля 1937) — грузинский революционер, советский и партийный деятель.
Ректор Тбилисского государственного университета.

## Биография
Родился в Тифлисе, младший брат революционера и одного из руководителей Грузинской ССР Петра Агниашвили. 
Получил юридическое образование.
Член Коммунистической партии с 1915 года. Во время I мировой войны вёл революционную агитацию на Кавказском фронте, после победы Октябрьской революции (1917) — на Северном Кавказе и в Тбилиси, а затем снова на Кавказском фронте, где был членом военно-революционного комитета. В Гражданской войне — один из лидеров борьбы с интервенцией и внутренней контрреволюцией на Северном Кавказе, Украине, в Казани, в Москве. С 1920 года работал в Турции, сначала редактором газеты «Известия», затем председателем государственного издательства. С 1921 участвовал в работе Конгресса III Интернационала.
С 1923 по 1925 год работал в Германии. С 1926 года преподавал в Тбилисском государственном университете, с апреля 1933 по июнь 1935 года — ректор университета. При Агниашвили было создано университетское издательство.
Возглавлял Кавказский научно-исследовательский институт (1930).
24 ноября 1936 года арестован органами НКВД ГССР за ведение нелегальной троцкистской работы, имел связи с видными троцкистами С. Тумановым и Н. Акиртавой. Перед арестом был директором Агаринского сахарного завода.
Расстрелян. Реабилитирован 19 августа 1957 года за отсутствием состава преступления.
Жил в Тбилиси на улице Энгельса (ныне — Ладо Асастиани), 52.